# Tarphyscelis
Tarphyscelis är ett släkte av fjärilar. Tarphyscelis ingår i familjen spinnmalar.
Kladogram enligt Catalogue of Life:
| Tarphyscelis | \| \| Tarphyscelis cirrhozona \| \| \| \| \| \| Tarphyscelis palaeota \| \| \| \| |
|              | \| \| Tarphyscelis cirrhozona \| \| \| \| \| \| Tarphyscelis palaeota \| \| \| \| |
|              | Tarphyscelis cirrhozona                                                           |
|              |                                                                                   |
|              | Tarphyscelis palaeota                                                             |
|              |                                                                                   |